# سایوکو یاماگوچی
سایوکو یاماگوچی (به ژاپنی: 山口小夜子)(انگلیسی: Sayoko Yamaguchi؛ ۱۹ سپتامبر ۱۹۴۹ – ۱۴ اوت ۲۰۰۷) هنرپیشه، و مدل اهل ژاپن بود. او از نخستین زنان آسیایی بود که به سطح اول نمایش‌های مد دنیا راه یافت. مجلهٔ نیوزویک او را به‌عنوان ششمین مدل دنیای مد در سال ۱۹۷۷ برگزید. همان سال تصویرش در طرح جلد آلبوم «اِیژا» از گروه استیلی دن به‌کار رفت.